# August-Euler-Flugplatz Darmstadt/Griesheim

i7
i11
i13
Der August-Euler-Flugplatz Darmstadt/Griesheim (in der ICAO-Karte Deutschland als Flugplatz Darmstadt/Griesheim bezeichnet) ist ein Sonderlandeplatz, der im Westen Darmstadts, beziehungsweise im Süden von Griesheim, auf ehemals Griesheimer Gebiet liegt. Es ist der älteste Flugplatz in Deutschland mit einer sehr traditionsreichen Vergangenheit. Benannt wurde er nach dem Flugpionier August Euler, der hier 1908 den ersten deutschen Flugplatz sowie die erste deutsche Flugzeugfabrik gründete. Er wurde zwischen 1945 und 1992 als „Darmstadt Army Airfield“ oder „Griesheim (Army) Airfield“ bezeichnet. Seit 2005 dürfen insbesondere Start- und Landebahn nur noch für Lehr- und Forschungszwecke genutzt werden.

## Geschichte
Nachdem August Euler im Oktober 1908 die erste deutsche Flugmaschinenfabrik gegründet hatte, pachtete er für seine Flugversuche den Fuß-Exerzierplatz des Truppenübungsplatzes Griesheim und eröffnete Deutschlands ersten Flugplatz. Anfang 1909 ließ Euler sich eine Montagehalle errichten, in der bis 1911 insgesamt 40 Flugzeuge zusammengebaut wurden. Außerdem bildete er von 1910 bis 1918 in Griesheim und Frankfurt am Main 75 Flugzeugführer aus, vor allem Offiziere. Dazu entstand ein Pilotenhaus neben der Montagehalle. Am 25. Oktober 1910 stellte Euler von Griesheim aus mit 3 Stunden, 6 Minuten und 18 Sekunden einen deutschen Dauerflugrekord auf. Im Januar 1912 verlegten die Euler-Werke ihren Sitz nach Schwanheim bei Frankfurt a. M.
Am 1. Oktober 1912 wurde auf dem Flugplatz die Fliegerstation Darmstadt der Preußischen Fliegertruppe offiziell eröffnet. 1911/12 wurde eine etwa 120 Meter lange und 21 Meter weit spannende, hölzerne Flugzeughalle errichtet. 1913 ließ die Heeresverwaltung eine weitere 160 Meter lange, stählerne Flugzeughalle mit Reparaturwerft und die Fliegerkaserne bauen, in der ab dem 1. Oktober 1913 die 3. Kompanie des Fliegerbataillons Nr. 3 untergebracht war. Im Februar 1914 waren bereits 50 Maschinen stationiert. Während des Ersten Weltkrieges wurden in der Fliegerstation Flugzeuge repariert und eingeflogen sowie eine Flugschule betrieben. Die Fliegerersatz-Abteilung Nr. 3 wurde bei Kriegsausbruch aus der stationierten Kompanie aufgestellt. Als die FEA 3 im Februar nach Gotha verlegt wurde, wurde kurz darauf die Fliegerersatz-Abteilung Nr. 9 in Griesheim aufgestellt, sie verblieb dort bis Kriegsende.
Im Dezember 1918 besetzte die französische Armee den Flughafen und untersagte den Flugbetrieb.

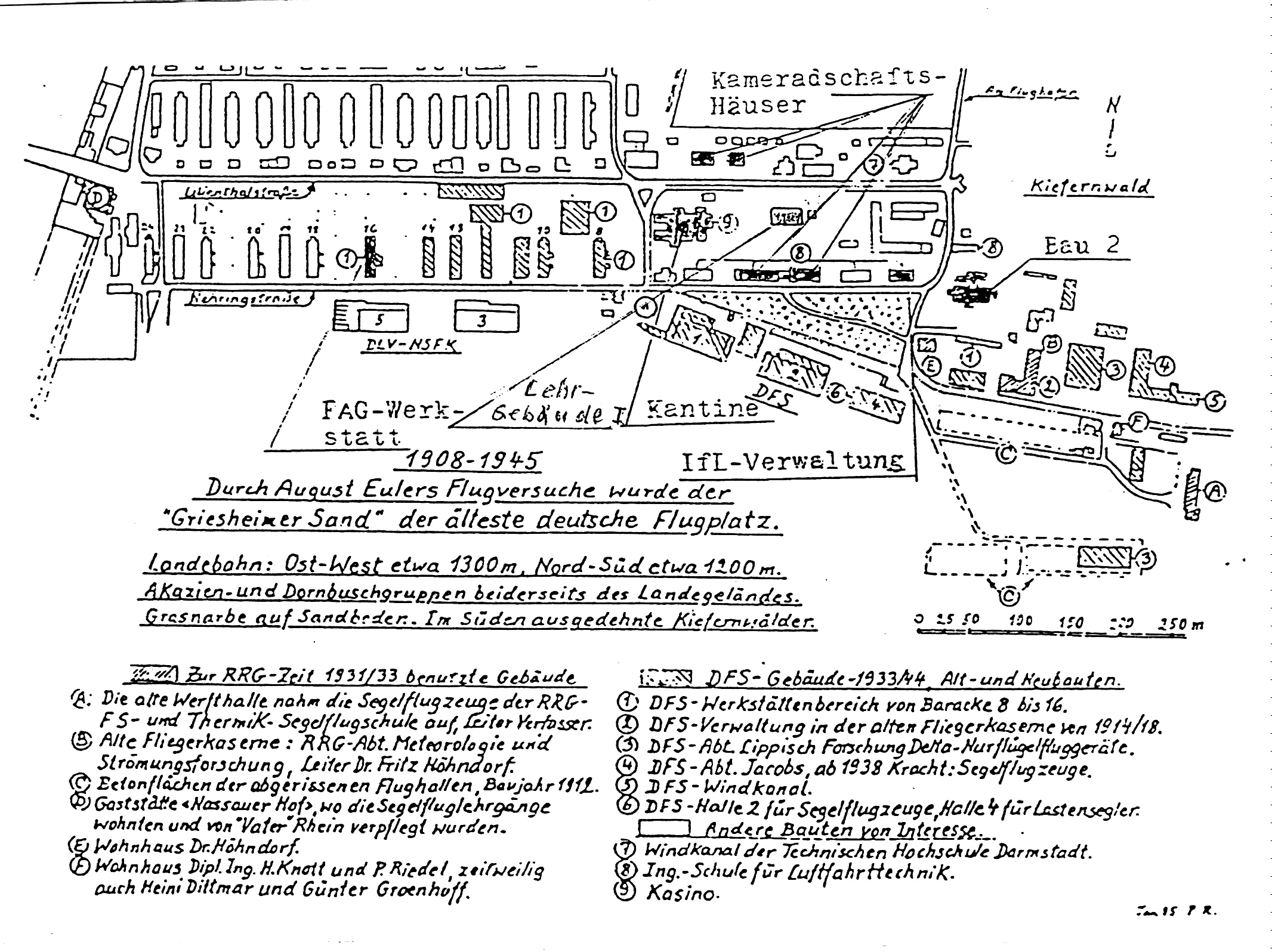
Gebäudenutzung am Flugplatz 1937

Nach dem Abzug der Franzosen im Juni 1930 wurde der Flugplatz wieder eingerichtet. Am 3. August 1930 landete hier das Luftschiff LZ 127 Graf Zeppelin. Zwei weitere Landungen folgten am 11. August 1930.
Ab dem 1. April 1932 pachtete die Stadt Darmstadt vom Deutschen Reich das zirka 70 Hektar große Flugplatzgelände für ihren neuen Flughafen Darmstadt, der im Herbst 1934 den Landeplatz Lichtwiese ablöste. Die Lufthansa, die zuvor rund zehn Jahre lang Darmstadt angeflogen hatte, stellte zeitgleich als letzte Verkehrsfluglinie den Flugbetrieb nach Darmstadt ein.
Im Mai 1933 verlegte die Deutsche Forschungsanstalt für Segelflug (DFS) ihre Institute in die Kasernengebäude beim Flughafen. Die Gebäude wurden 1934 instand gesetzt und in der Folge ausgebaut. In den 1930er Jahren entstanden für die Forschungsstätte Werfthallen, Werkstätten und ein Windkanal. Ein weiterer Windkanal wurde 1936 für die Technische Hochschule Darmstadt errichtet, der noch heute von der Technischen Universität Darmstadt (TU Darmstadt) genutzt wird. Bis zu 780 Mitarbeiter waren bei der DFS beschäftigt, darunter auch das Personal der Ingenieurschule für Luftfahrttechnik (IfL). Um 1936 wurden hier von Hans Jacobs (DFS) einige bekannte Segelflugzeugmuster, unter anderem DFS Habicht, DFS Kranich, DFS Weihe und DFS 230, konstruiert.
Ab dem 1. Oktober 1937 wurde auf Weisung des hessischen Reichsstatthalters Jakob Sprenger der Flugplatz zusammen mit weiteren Flächen nach Darmstadt ausgemeindet.
Die Deutsche Forschungsanstalt für Segelflug war 1939 nach Braunschweig verlegt worden. Der Flugplatz wurde im selben Jahr von der Luftwaffe übernommen und als Einsatzhafen II. Ordnung Darmstadt-Griesheim bezeichnet. Während des Zweiten Weltkriegs wurde er als Fliegerhorst genutzt. Länger stationiert waren unter anderem auf dem Fliegerhorst von Dezember 1939 bis Mai 1940 die I. Gruppe des Jagdgeschwaders 53 und vom September 1944 bis März 1945 die 2. Staffel des Nachtjagdgeschwaders 11. Luftangriffe gab es am 29. Juni 1940 um 0:30 Uhr, in der Nacht vom 10. auf 11. April 1943 und mittags am 24. Dezember 1944 im Verlauf eines Großangriffs auf Griesheim durch die 3rd Bombardment Division der 8th Air Force mit 189 Flugzeugen. Vor ihrem Rückzug am 23. März 1945 sprengten deutsche Truppen militärische Anlagen und Flugzeughallen.

### Nach dem Zweiten Weltkrieg
Am 31. März 1945 nahm die United States Army Air Forces (USAAF) den Flugplatz als Advanced Landing Ground ALG Y-76 Darmstadt/Griesheim in Betrieb und nutzte ihn bis Dezember 1945. Danach wurde der Platz von der United States Army genutzt und Stützpunkt einer Rettungshubschrauber-Staffel. Die Sikorsky S-58 waren während dieser Zeit in Griesheim im Einsatz. Seit 1987 war hier die 159th Medical Company (Air Ambulance) [15 UH-60A Black Hawk] stationiert (Im Oktober 1987 aufgestellt aus dem 159th Medical Detachment). Die 421st Medical Battalion (Evacuation) wurde 1989 von Nellingen auf den Fildern (Ostfildern) hierher verlegt (Im Oktober 1987 aus der 421st Medical Company (Air Ambulance) aufgestellt. Im April 1989 nach Darmstadt (GE), Griesheim AAF, verlegt).
Im Jahr 1964 wurde die 2040th Civilian Support Group von einer Kaserne in Münster nach Griesheim in eine kleine Kaserne auf den CSG Compound am Rande der AAF Station Darmstadt/Griesheim verlegt. Die Gruppe hatte eine Stärke von 130 Personen. 48 von ihnen waren in Griesheim stationiert.
Der Hessen-Flieger Verein für Luftfahrt 1924 Darmstadt durfte von 1974 bis 1992 den Flugplatz mitbenutzen. Im Frühjahr 1992 wurde „Darmstadt Army Airfield“ mit dem ICAO-Code EDES aufgegeben. Am 31. Juli 1992 startete letztmals eine Maschine der Hessen-Flieger. Mit einer Verfügung vom 25. Januar 1993 entwidmete das Bundesministerium der Verteidigung als zuständige militärische Luftfahrtbehörde den Flugplatz. Die Hessen-Flieger versuchten den Flugplatz für den zivilen Luftverkehr zu erhalten. Sie gründeten am 13. Februar 1992 die August-Euler-Flugplatzbetriebs GbR und sammelten über 3000 Unterschriften. Den Antrag vom Mai 1994 auf Genehmigung des Verkehrslandeplatzes für zivilen Flugbetrieb lehnte das Regierungspräsidium Darmstadt ab. Es wollte wegen der hohen Luftverkehrsdichte, der dichten Besiedlung und der vorhandenen Belastungen des Naturhaushaltes keine zusätzlichen Landeplätze mehr ausweisen. Das Gelände des Flugplatzes wurde zum Naturschutzgebiet erklärt und die Benutzung als Flugplatz nur noch der TU Darmstadt zu Forschungszwecken genehmigt. Eine Klage der Betriebsgesellschaft gegen diese Entscheidung wurde im Mai 1999 vom Hessischen Verwaltungsgerichtshof in Kassel abgewiesen.

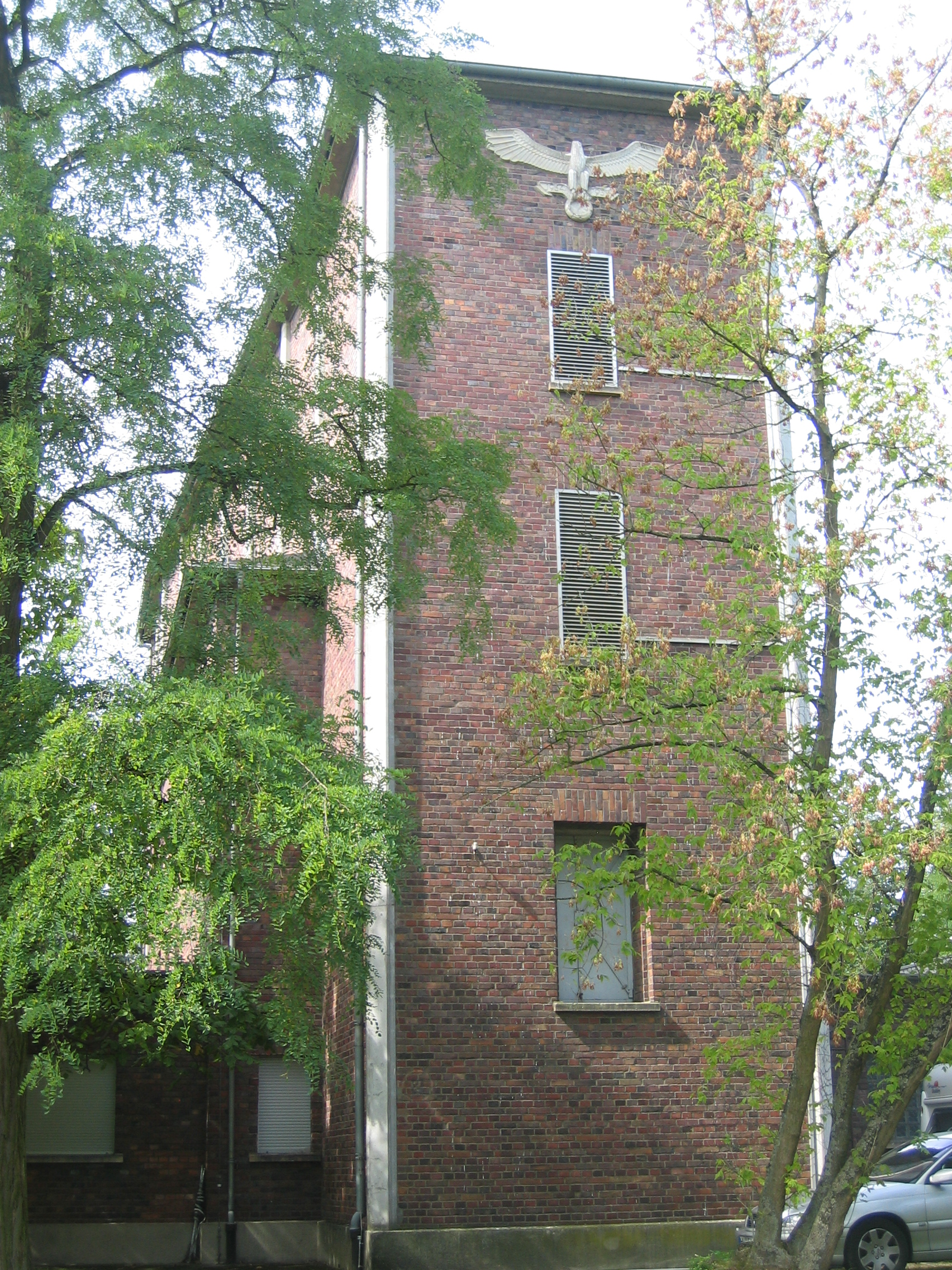
Windkanal der TU Darmstadt (2008)

Seit 1980 trägt das Areal den Namen „August-Euler-Flugplatz“. Laut der Betriebsgenehmigung von 2013 ist der offizielle Name des Flugplatzes „August-Euler-Flugplatz Darmstadt/Griesheim“. Er besitzt eine asphaltierte Landebahn mit 1155 Meter Länge und gehört seit 2005 als Forschungsfreigelände der TU Darmstadt. Die TU ist Betreiber des Sonderlandeplatzes. Er ist zugelassen für Flugzeuge bis zu 2000 kg höchstzulässiger Flugmasse (MTOM), dreiachsgesteuerte Ultraleichtflugzeuge, Motorsegler und Segelflugzeuge. Er dient dem Flugbetrieb des Platzhalters sowie von Dritten mit vorheriger Zustimmung des Platzhalters (PPR). Als Startarten sind Eigenstart und Flugzeugschlepp zugelassen. Es dürfen jährlich maximal 400 Flugbewegungen durchgeführt werden, hiervon maximal 40 Flugbewegungen mit Luftfahrzeugen Dritter. An Samstagen und Sonntagen sind jeweils nur 2 Abflüge und 2 Anflüge zulässig.
Die US-Army löste 2008 den Standort Darmstadt offiziell auf und gab ein rund 25 Hektar großes Areal nördlich des Flugplatzes frei, das unter anderem mit Gebäuden für den Flugbetrieb, Verwaltungseinrichtungen, Fahrzeughallen, Lagergebäuden und Wohngebäuden bebaut ist. Die Liegenschaft soll veräußert werden.
Im Mai 2022 stellte die Darmstädter Stadtverordnetenversammlung durch einen Bebauungsplan die Weichen für eine gewerbliche Nutzung des auf Darmstädter Stadtgebiet liegenden Areals. Unter anderem soll ein Ausbildungszentrum des Zolls entstehen. Entgegen früherer Erwägungen ist ein Wohngebiet nicht vorgesehen. Bis auf einen unter Denkmalschutz stehenden Hangar sollen alle dort noch vorhandenen Gebäude abgerissen werden.

## US-SoldatenzeitungThe Stars and Stripes
Die Europazentrale der amerikanischen Armeezeitung The Stars and Stripes war nach dem Zweiten Weltkrieg in der ehemaligen Fliegerkaserne der Fliegerstation Darmstadt (ab 1919, Caserne Garnier du Plessis und später Gebäude der Deutschen Forschungsanstalt für Segelflug) auf dem Stars & Stripes Compound untergebracht. Dieser war in direkter Nachbarschaft zum August-Euler-Flughafen.
Von 1949 bis 2008 wurde dort die europäische Ausgabe von The Stars and Stripes als Tageszeitung, die übrigens auch sonntags erscheint, gedruckt.

## Flugabwehrraketenstellung
Im Rahmen der Luftverteidigung Westeuropas während des Kalten Krieges waren die US-Streitkräfte an dem quer durch Deutschland verlaufenden Nike-Herkules-Flugabwehrgürtel mit insgesamt sechs Bataillonen beteiligt. Das 1st Missile Bataillon, 67th US Artillery Group, verfügte dazu über Feuerstellungen in den Standorten Griesheim, Mainbullau, Hardheim und Dallau.
Im Frühjahr 1957 begann die US-Army die Arbeiten zur Stationierung von drei Basen für Flugabwehrraketen des Typs Nike Ajax. Die Nike-Feuerstellung (Launching Area) Griesheim wurde 1961 auf Raketen des Typs Nike Hercules umgerüstet, die mit nuklearen Sprengköpfen bestückt wurden. Die Nike-Raketen waren bis Ende der 1960er stationiert. Die Stellung wurde danach umgebaut und bis etwa 1983 für nicht atomare HAWK-Flugabwehrraketen genutzt. Nach dem Abzug der Raketenbatterie wurden die Einrichtungen demontiert. Die drei Raketenhallen und Bunker für die Bedienmannschaften standen auf der südlichen Seite des Flughafengeländes und blieben erhalten.
Die Raketen wurden von der sogenannten Fire Control überwacht. Diese hatte ihren Sitz in der Nähe der Raketen.

## NaturschutzgebietEhemaliger August-Euler-Flugplatz von Darmstadt

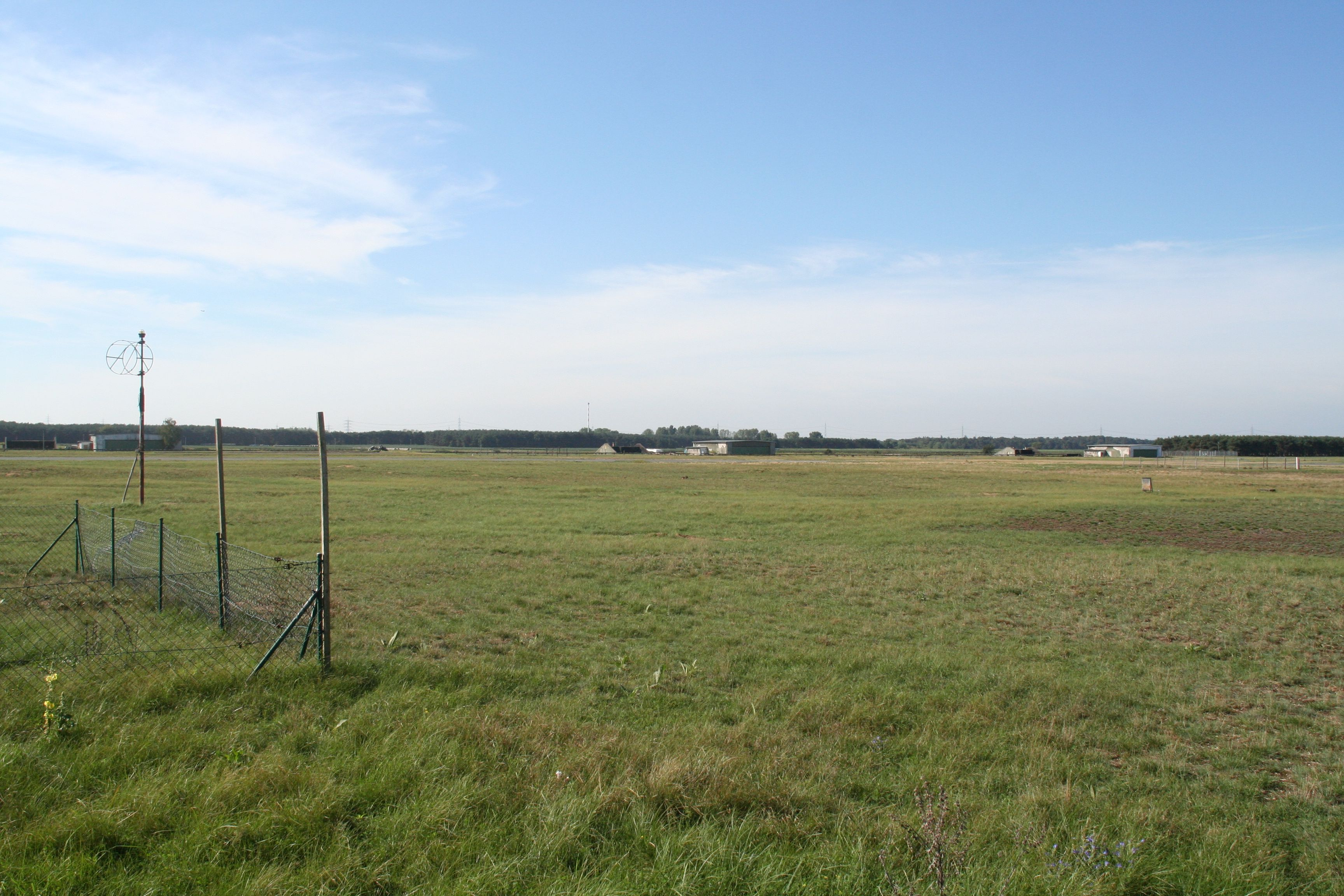
Flughafengelände August 2008, Blick Richtung Süden, im Hintergrund die drei ehemaligen Raketenstellungen

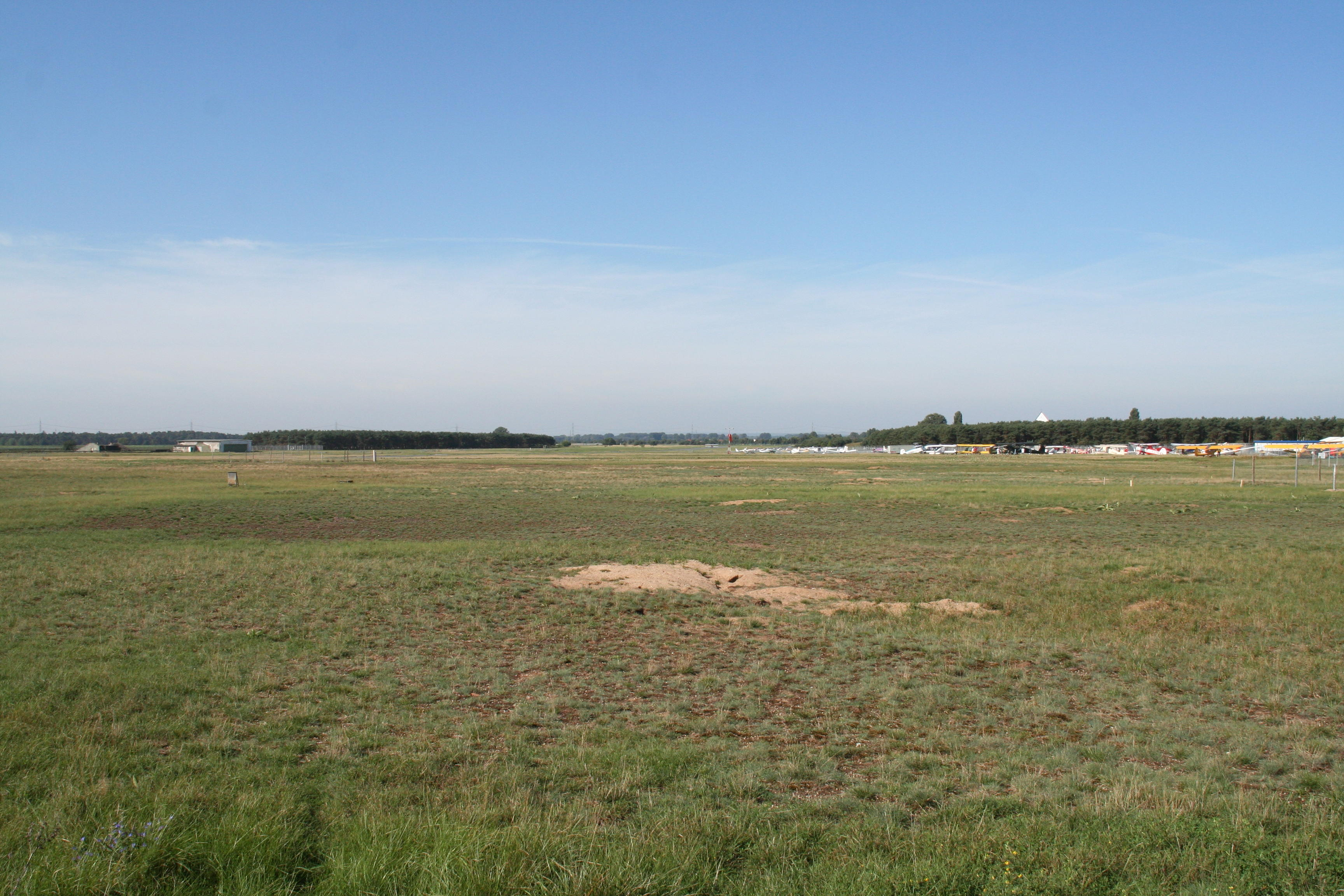
Flughafengelände August 2008, Blick Richtung Westen, die Antennen sind schon zurückgebaut

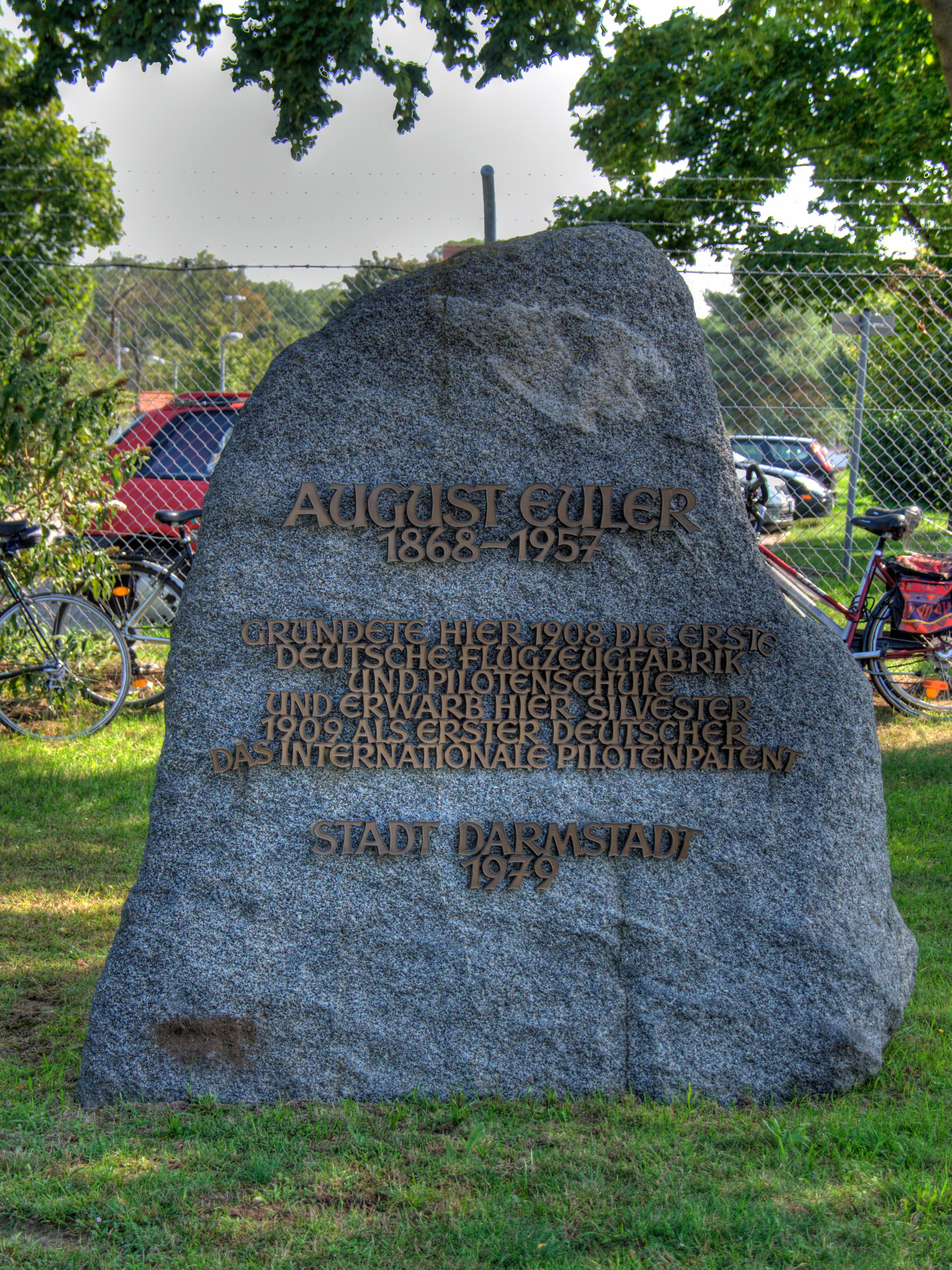
August-Euler-Gedenkstein am August-Euler-Flugplatz

Das Flugplatzgelände wurde 1996 aufgrund des Sandtrockenrasens fast komplett unter Naturschutz gestellt und aufgrund seiner besonderen Begebenheiten und des Artenbestands als prioritärer Fauna-Flora-Habitat-Lebensraum an die Europäische Union (EU) gemeldet. Zudem ist der August-Euler-Flugplatz Teil des Europäischen Vogelschutzgebietes „Griesheimer Sand“. Beide Gebiete gehören zum Schutzgebietenetz „Natura 2000“ der EU.
Dadurch, dass durch die frühere Nutzung eine landwirtschaftliche Nutzung und Düngung ausblieb, ist das trockene und karge Gelände als seltenes Sandökosystem erhalten geblieben und bietet nun einen Lebensraum für zahlreiche europaweit gefährdete Arten. Das Gelände besteht hauptsächlich aus kalkreichen Sanden.
Von 100 erfassten Vogelarten sind ca. ein Drittel gefährdet, darunter z. B. der Steinschmätzer. Von 30 Brutpaaren die vom Steinschmätzer noch in Hessen bekannt sind, leben alleine hier 10 Paare. Auch von 80 Heuschreckenarten, die in Deutschland vorkommen, sind immerhin 24 hier heimisch (z. B. Schönschrecke, Weinhähnchen). Weiterhin gehören seltene Großschmetterlingsarten (8 stehen hiervon auf der Roten Liste), z. B. der Wolfsmilchschwärmer (nachtaktiver Falter), und Wildbienenarten (z. B. Steppenbiene) zu den Bewohnern.
Beeindruckend ist auch die Artenvielfalt der Pflanzenwelt. Hier wachsen z. B. die Grasnelkenrasen und die stark gefährdeten Blauschillergrasfluren (hauptsächlich in der russischen Steppe beheimatet). 23 gefährdete Pflanzenarten wachsen alleine hier.

## Antennenanlage
Eine kleine Teilfläche des Flugfeldes belegte die US-Army im Jahre 2003 erneut. Es wurden dort unter der Projektbezeichnung „ICEbox“ vier Empfangs- und eine Sendeschüssel aufgebaut, die nach Angaben von INSCOM aus der ehemaligen US-amerikanischen ECHELON-Abhöranlage Bad Aibling Station (BAS) stammten. Der offizielle Namen der Anlage war „Navy Information Operations Detachments (NIOD) Griesheim, Germany“.
Die Parabolantennen waren unter Radomen verborgen, die jeweils eine Höhe von 16 Metern und einen Durchmesser von 7 Metern hatten. Verbunden waren diese Schüsseln mit einem kleinen Operations- und Satellitenkontrollgebäude auf dem Gelände. Es gab mindestens zwei weitere „ICEbox“-Stationen in Misawa, Japan und auf der Buckley Air Force Base in Colorado.
Für die Antennenanlagen sei ein Standort am Eberstädter Weg geplant gewesen, doch sei hiervon Abstand genommen worden, weil hier ein FFH-Gebiet betroffen gewesen wäre, wurde der Stadt Griesheim am 9. Juli 2003 mitgeteilt. Am Eberstädter Weg hatte die United States Army Intelligence and Security Command (INSCOM) 1999 ein Hauptquartier errichtet, das als Dagger Complex bekannt ist. Der Betrieb der Antennen begann am 1. April 2004. Zwischen 2006 und 2008 wurden die Antennen von Wiesbaden aus fernbedient betrieben. Dort befindet sich das Hauptquartier der US-Heeresführung in Europa (USAREUR). In der Zeit von 2008 bis 2010 wurden die Radome und ihre Fundamente zurückgebaut.
Für den Geheimdienstexperten Erich Schmidt-Eenboom war die Antennenanlage Teil von Echelon. Der Deutsche Friedensrat spricht von Erfassung (gegnerischen) Informationen zur Unterstützung von militärischen Operationen, wahrscheinlich aber auch zur Überwachung von politischen Gegnern und der Wirtschaftsspionage. In einem Artikel in der amerikanischen Armeezeitung The Stars and Stripes 2003 wurde bestritten, dass die Verlegung der 66th Military Intelligence Brigade nach Griesheim in den oben genannten Dagger Complex mit dem Bau der Satellitenschüsseln in Zusammenhang stand. Vielmehr habe es sich um eine Anlage der United States Navy (U.S. Navy Europa) gehandelt.

## Historische Bauwerke
- DFS-Hangar
- DFS-Werkstatthalle
- Windkanal